# Puntius parrah
 Puntius parrah és una espècie de peix cipriniforme de la família dels ciprínids.

## Morfologia
Els mascles poden assolir els 15 cm de longitud total.

## Distribució geogràfica
Es troba a Kerala, Karnataka i Tamil Nadu (Índia).